# Thomas Rohregger

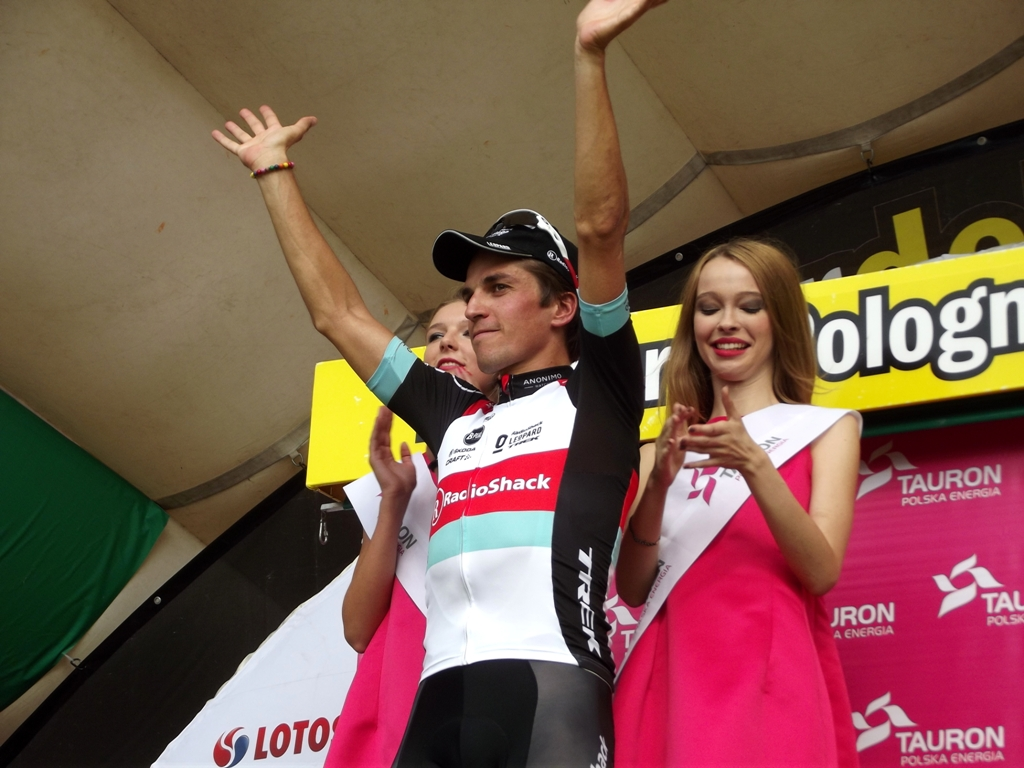
Thomas Rohregger bei der Polen-Rundfahrt 2013

Thomas Rohregger (* 23. Dezember 1982 in Innsbruck) ist ein ehemaliger österreichischer Radrennfahrer.

## Leben
Rohregger wurde 2006 Profi beim Radsportteam Elk Haus-Simplon, für das er die Österreich-Rundfahrt 2008 gewann. Seinen ersten Vertrag bei einem UCI ProTeam hatte er 2009 bei Milram. Von 2011 an fuhr er für das luxemburgische Team RadioShack Leopard. Nachdem er bei dieser Mannschaft keinen neuen Vertrag mehr erhalten hatte, beendete er mit Ablauf der Saison 2013 seine Radsportkarriere um sich dem Abschluss seines Wirtschaftsrecht-Studiums an der Universität Innsbruck zu widmen. Er bestritt insgesamt sieben Grand Tours, von denen er vier beendete, darunter den Giro d’Italia 2009, bei dem er als 25. seine beste Grand-Tour-Platzierung erzielte.
Nach seiner Karriere als Radrennfahrer arbeitete Rohregger als Technischer Delegierter bei der Union Cycliste Internationale, Sportexperte beim ORF und im Rechtswesen.

## Erfolge
2006
- Österreichische Staatsmeisterschaften – Einzelzeitfahren

2007
- eine Etappe Österreich-Rundfahrt

2008
- Gesamtwertung Österreich-Rundfahrt

2010
- Bergwertung Tour Down Under

2011
- Mannschaftszeitfahren Vuelta a España

## Grand Tours-Platzierungen
| Grand Tour            | 2009 | 2010 | 2011 | 2012 | 2013 |
| --------------------- | ---- | ---- | ---- | ---- | ---- |
| Giro d’ItaliaGiro     | 25   | DNF  | DNF  | 31   | –    |
| Tour de FranceTour    | –    | 71   | –    | –    | –    |
| Vuelta a EspañaVuelta | DNF  | –    | 28   | –    | –    |